# Listă de cărți: F
Lista cărți: A - Ă - B - C - D - E - F - G - H - I - Î - J - K - L - M - N - O - P - Q - R - S - Ș - T - Ț - U - V - W - X - Y - Z
- Fahrenheit 451 de Ray Bradbury (1953)
- Fantoma de la operă de Gaston Leroux (1910)
- Faptele lui Raffles Haw de Arthur Conan Doyle (1891)
- Festinul ciorilor de George R. R. Martin (2005)
- Fiul omului de Robert Silverberg (1971)
- Flăcări de Radu Tudoran (1945)
- Fortăreața digitală de Dan Brown (1998)
- Fram, ursul polar de Cezar Petrescu (1931)
- Frații Karamazov de Fiodor Dostoievski (1880)
- Fundația de Isaac Asimov (1951)
- Fundația renăscută de Isaac Asimov (1993)
- Fundația și Imperiul de Isaac Asimov (1952)
- Fundația și Pământul de Isaac Asimov (1986)